# A. Riccius, Hofkürschner

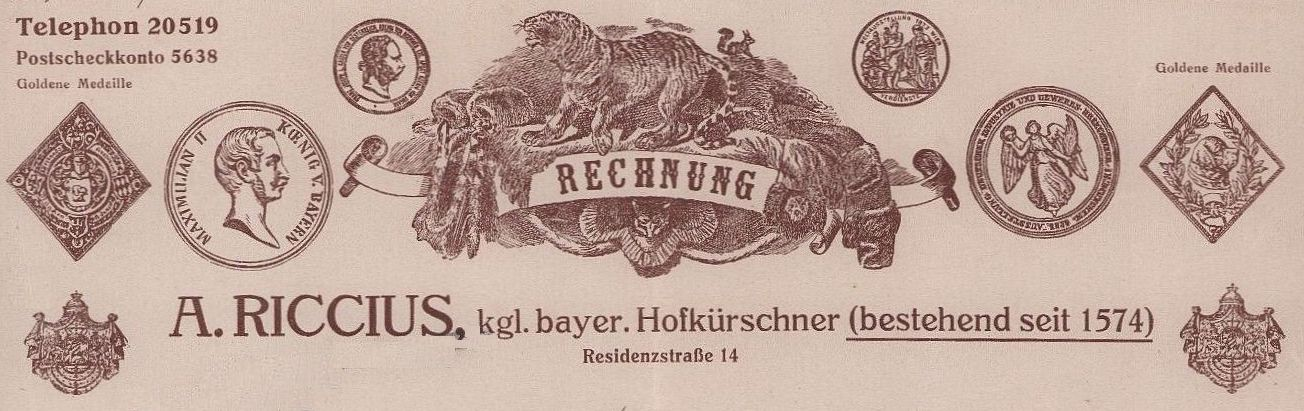
Briefkopf (1918)

Das Unternehmen A. Riccius, königlich bayerischer Hofkürschner in München, nannte als Gründungsjahr 1574. Damit war es in den letzten Jahren seines Bestehens wohl das älteste Pelzfachgeschäft Deutschlands. Seit Ende des 20. Jahrhunderts hatte es seinen Firmensitz mit Ladenlokal auf der Residenzstraße 14–15. Der letzte Inhaber war der Kürschnermeister Max Riccius (* 16. September 1914).

## Firmen- und Familiengeschichte
Urkundlich erwähnt wurde die Kürschnerei erstmals im Jahr 1574. Über die weitere Generationenfolge der Kürschnerdynastie in den etwa 270 folgenden Jahre wurde offenbar nur wenig veröffentlicht.
271 Jahre später, im Münchner Adressbuch des Jahres 1845, ist der Name Riccius nicht verzeichnet. Im Februar des darauffolgenden Jahres 1846 erschien in der Regionalpresse eine Bekanntmachung, dass in der St. Peters-Pfarrkirche der Münchner „Kirschnermeister“ Karl Heinrich Reinhold Riccius und die Münchner „Kirschnerswitwe“ Anna Bader geheiratet haben. Etwa um dieselbe Zeit ist im Adressbuch auch der Kürschnermeister Reinh. Riccius auf dem Schrannenplatz 22 verzeichnet, dem heutigen Marienplatz. Am 29. Juli 1855 heirateten in Nürnberg der Münchner „Kirschnermeister Karl Friedrich Reinhold Riccius und die Nürnberger Kirschnermeisterstochter Kunigunde Georgine Johanna Engelmann“.
Im Jahr 1865 war Reinhold Riccius auf dem Marienplatz 22 eingetragen, das Münchner Adressbuch nannte 15 weitere Kürschner. Als einziger Hofkürschner war 1874 Anton Jahn in der Kaufingergasse verzeichnet.
Im Jahr 1858 beteiligte sich der Kürschner Reinh. Riccius an der Lokal-Industrie-Ausstellung zur Feier des 700jährigen Bestehens der königl. Haupt- und Residenzstadt München. Gezeigt wurden:
„Ein Herren-Pelz mit gefärbtem Bisam gefüttert und mit natur. Biberbesatz, ein Herrenpelz mit schwarzem Korsikaner gefüttert mit gefärbtem Biberbesatz, ein Damenmantel von natur. Bisam mit Fehwammen gefüttert, ein Damenmantel von schwarzem Sammt mit natur. Bisam besetzt, eine Garnitur von Nerz: Muff, Kragen und Manchetten, eine gleiche Garnitur von Fehrücken, eine gleiche Garnitur von gefärbtem Bisam, ein Muff und ein Paar Manchetten von natur. Bisam, ein Paar Stiefel, Militärmützen, eine Mütze von Seidenstoff, Mützen und Hauben von verschiedenen Stoffen und mit verschiedenen Pelzarten besetzt.“
25 Jahre später, im Jahr 1893, zeigte das Unternehmen auf der Jagdausstellung neben Pelzwaren aller Art auch „ausgestopfte Tiere“. 1912 wurden von erstklassigen Schneidern hergestellte „tailor made Kostüme“ angeboten.
Eine Meldung der Münchner Neuesten Nachrichten im Jahr 1896 zeugt von einer gewissen Größe des Handwerksbetriebes, der einen Werkstattleiter beschäftigen konnte: „Am Sonntag, den 26. April, beging Herr Friedrich Hoßfelder, Werkführer bei Herrn Hofkürschner Riccius, sein 25jähriges Dienstjubiläum, aus welchem Anlasse ihm seitens seiner Prinzipale und Kollegen verdiente Ehrungen zu Theil wurden.“ Im Jahr 1909 wurde Friedrich Hoßfelder dann, Veteran des Feldzuges von 1866, nach 39 Dienstjahren, von Flambeaurträgern begleitet, „unter Böllersalut zu Grabe gesenkt“.
Viele Neugeborene erreichten noch im 19. Jahrhundert nicht das Erwachsenenalter. So starb 1858 auch die einen Monat alte Kürschnermeisterstochter von A. Riccius, 1874 das Kürschnerskind H. Riccius im Alter von 5 ½ Monaten, Anfang 1876 die Pelzwarenhändlerstochter Karoline Auguste Riccius im Alter von 13 Jahren und vier Monaten. Im Jahr 1858 starb die Kürschnersgattin Anna Riccius mit 43 oder 50 Jahren, die Familien-Nachrichten von zwei Zeitungen gaben unterschiedliche Lebensalter an. 1860 ist der Kürschnermeister Karl Riccius im Münchner Adressbuch am Marienplatz 22. Obergeschoss verzeichnet.
Zeitweilig hatten die Kürschner bereits damals unter dem Ausbleiben eines oder mehrerer Winter nacheinander zu leiden. Im Bayerischen Kurier von Mitte Dezember 1861 schrieb ein nicht weiter benannter Hofmeister in einer Glosse:
„Indessen […] hatt' ich Gelegenheit, den Kürschner und Pelzwaarenladen von R. Riccius zu beobachten. Ich weiß nicht, war's der Herr Kürschnermeister selbst, den ich da zu Gesicht bekam. Der Himmel schien so blau und hell, der Tag war so warm, doch ihm war's kalt und bitter um's Herz. Ist aber auch nicht zu verargen; hat vortrefflich für den Winter durch seine Pelzwaaren gesorgt und nun scheint dieser, sonst so voreilig und vorlaut, gar ausbleiben zu wollen. Tröst' er sich, Herr Kürschner! Was der grimmige Thronfolger des verstorbenen Sommers jetzt versäumt, er bringts schon wieder herein, er vergißt nicht, daß er in unserm sogenannten, gemäßigten Klima der unmäßigste Despot ist.“
Als im Dezember 1871 die evangelische Gemeinde im Bayerischen Landboten zur Wahl der Kirchenvorstände aufgerufen wurde, gehörte der Kürschner Riccius zu den Unterzeichnern. Wie in wohlhabenden Familien weitgehend üblich, unterstützte auch die Kürschnerfamilie die dortigen wohltätigen Vereine. Kürschner Riccius war 1862 Mitglied im Verein zur Vorsorge für entlassene Sträflinge in München und der Bezirksvereine in Oberbayern (1871: Heinrich Riccius). Die Kürschnermeistersgattin Kunigunde Riccius war 1870 Wohltäterin der Diakonissen-Anstalt, 1879 im Maria-Hilf-Verein in München für Erziehung armer Kinder zu braven Dienstboten. 1929 spendete Adolf Riccius für die Heldenorgel auf der Feste Geroldseck.
Im November 1871 wurde in einem Stellenangebot für zwei Kürschnergesellen für Futterarbeit, das Ausfüttern von Stoffteilen mit Pelz, als Adresse die Dienersgasse 6 angegeben.
Im Häuserbuch der Stadt München wurden laut einer neueren Aufstellung mindestens fünf Familienmitglieder aufgeführt: Adolf Riccius (Hofkürschner) mit seiner Ehefrau Pauline (⚭ 1888); für 1922 der Kürschner Karl Riccius und der Kürschner Reinhold Riccius mit Kunigunde (⚭ 1867).

### Residenzstraße

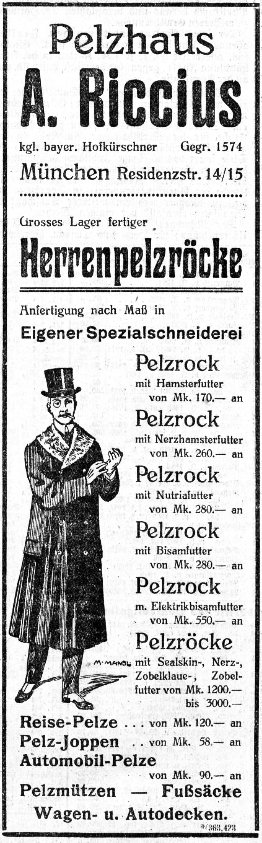
Anzeige „Herrenpelzröcke“ (1910)

Um die Wende zum 20. Jahrhunderts befand sich der königliche Hof-Pelzwarengeschäftsinhaber Adolf Riccius auf der Residenzstraße 14–16, gleichzeitig Inhaber und mit selber Adresse des Hof-Pelzwarengeschäfts G. Merzbacher’s Nachfolger und von A. Jahn & Sohn, Hof-Pelzwarengeschäft. Auf einem Foto aus dem November 1933 ist die Außenfront des Ladenlokals zu sehen. Über der eingefahrenen Sonnenmarkise befindet sich in Schreibschrift der Schriftzug „Pelze A. Riccius“, darüber in fast voller Ladenbreite ein etagenhohes Bogenfenster.
Adolf Riccius (* 28. September 1859; † nach 1928), der vorletzte Firmeninhaber, der Sohn eines „Kürschners und Rauchwaarenhändlers“, hatte das Maximiliansgymnasium in München besucht, im Schuljahr 1870/71 wurde er dort wegen seiner gesanglichen Fähigkeiten lobend erwähnt. Im Jahr 1874 absolvierte er seine Kürschnerlehre im elterlichen Betrieb. Im Zusammenhang mit der Ausstellung von Lehrlingsarbeiten in München fand er Erwähnung: „Ein bereits selbständiger Arbeiter, der eine große Collection von Kürschnerarbeiten ausgestellt hat, darunter 1 Fußsack, Muffe, Astrachan-Jacke und Mütze und Anderes“. 1895 war Adolf Riccius Vorsitzender der Geschworenen beim Oberlandesgericht in München.
Für 1895 wurde A. Riccius, Königlich Bayerischer Hoflieferant, Inhaber eines Pelzwarengeschäfts, als Inhaber der Firma Vormals G. Merzbacher aufgeführt sowie von A. Jahn & Sohn. 1905 hieß es dann Adolf K. Riccius, Hofkürschner, Inhaber der Firma G. Merzbacher und A. Jahn & Sohn, Residenzstraße 14. Im selben Jahr auch noch E. & D. Merzbacher, Pelzkonfektion und Rauchwarengeschäft, Maffeistraße 8. Auch Eintrag für Kunigunde Riccius, Privatiers-Witwe. Altersruhesitz Landsitz in Pöcking am Starnberger See. 1905 wurden im Adressbuch auf der Residenzstraße unter Königlicher Hofpelzwarengeschäftsführer, Adolf Riccius, aufgeführt: im Erd- und zweiten Geschoss G. Merzbacher’s Nachfolg., Hofpelzwarengeschäft, sowie im Erd- und ersten Geschoss A. Jahn & Sohn, Inhaber A. Riccius, Königliches Hofpelzwarengeschäft. Ein Jahr später, 1906, beendete die Firma A. Riccius (vormals Gottfried Merzbachers Nachf.), Hofkürschner ihren Umbau. Im Jahr 1914 hatte Gottfried Merzbacher sein 1868 gegründetes, gut gehendes Pelzwarengeschäft verkauft und sich als Geograph, Alpinist und Forschungsreisender einen Namen gemacht. Nachfolger aus der Familie Merzbacher sind jedoch, zuletzt mit Werner Merzbacher (gest. Oktober 2024), weiterhin im Pelzhandel tätig.
1908 wurde von einer Kollektiv-Ausstellung der Münchner Kürschner berichtet, deren Obmann Hofkürschner A. Riccius war. Den Münchner Neuesten Nachrichten war es Anfang Oktober 1908 eine Mitteilung wert, dass die Königin von Spanien (Victoria Eugénie von Battenberg) beim Hofkürschner Riccius Einkäufe gemacht hat.
Am 14. März 1910 heiratete die Tochter des Hofkürschners Adolf Riccius den Diplomingenieur Albert Pfahler. Kürschnermeister Karl Riccius wurde im Juli 1912 mit Maria Wille, Tochter des königlichen Hofveterinärrates Karl Wille, vermählt.
Im Jahr 1918 suchte der k. b. Hofkürschner A. Riccius in einem Stellenangebot „Pelzarbeiterinnen oder Konfektionsarbeiterinnen, welche sich auf Pelzjakets ausbilden wollen“.
Adolf Riccius stand dem Bayerischen Landesverband der Kürschner und der Freien Vereinigung der Kürschner Münchens vor. Der Vorgänger des Reichsbundes deutscher Kürschner und auch erster Pelzverband für ganz Deutschland war der am 8. April 1880 gegründete Verein deutscher Kürschner, der 1922 im Reichsbund der deutschen Kürschner e. V. aufging. Der Vorsitzende des ersten Vereins war Friedrich Erler, sein Nachfolger der Leipziger Obermeister und Stadtrat (ab 1882) Hermann Pfeiffer (* 1817; † 1912)., der den Verein fast 30 Jahre leitete. Ihm folgten Riccius (1909/1910 noch stellvertretender Vorsitzender) und dann Oskar Wenke (* 1860). Im Jahr 1928 war Carl Riccius Beisitzer im Vorstand des Reichsbundes der Deutschen Kürschner, der langjährige Obermeister der Münchner Kürschnerinnung, Adolf Riccius, war Ehrenvorsitzender.
Für die 3. Edelpelztierschau der Pelztierzüchter-Vereinigung München hatte sich als Schiedsrichter Herr Lampson von der „weltbekannten Londoner Auktionsfirma“ zur Verfügung gestellt. Zur Prämierungskommission gehörte neben anderen bayrischen Pelzfabrikanten und dem Tierzuchtdirektor Stakemann auch Kürschnermeister Riccius.
Der vorletzte Inhaber des Pelzhauses A. Riccius war Max Riccius. Nach dem Abitur und der Lehrzeit in Stuttgart hatte er in München seine Gesellenprüfung abgelegt. Nach Gesellenjahren in Hannover, Berlin und im elterlichen Geschäft bestand er im Jahr 1939 in Leipzig seine Meisterprüfung. Im Kriegsjahr, am 1. März 1943, trat er als Gesellschafter in das jetzt als Offene Handelsgesellschaft geführte Unternehmen ein. Seit 1948 war er Inhaber des Unternehmens. Von 1952 bis ca. 1968 leitete er als Obermeister die Kürschnerinnung München. 10 Jahre lang war er außerdem stellvertretender Vorsitzender des Zentralverbandes des Kürschnerhandwerks.
Der Nachfolger Thomas Riccius vermietete im Jahr 1987 das Haus auf der Residenzstraße „zu Höchstpreisen an Bennetton“. Der Kürschnermeister gründete neu die Pelzfirma Riccius GmbH in Gauting, Kreis Starnberg, Reismühle 1.
In dem Ladenlokal des Nachkriegsbaus Residenzstraße 14–16 befand sich im Jahr 2021 die Filiale eines Münchner Modelabels.

### Elektrastraße
Am 7. Dezember 2001 wurde in das Münchner Handelsregister die A. Riccius GmbH & Co. KG in der Elektrastraße 38 eingetragen. Die letzte Änderung im Handelsregister wurde am 6. September 2016 vorgenommen. Das Unternehmen wurde zu der Zeit von einem Manager geführt, es waren sechs Gesellschafter beteiligt. Eine Auskunftei gab 2021 über das neue Folgeunternehmen an: „Ursprünglicher früherer Gegenstand: Einzelhandel in Pelzmoden; Betrieb einer Kürschnerei ursprüngliche Gründung 1574; ein Einblick in die derzeitige Geschäftstätigkeit ist Außenstehenden nicht gegeben, dem Vernehmen nach auch Vermögensverwaltung“.